# Thác Tam Đảo
Thác Tam Đảo là thác trên suối Tư Trầm ở vùng đất xã Hợp Thành và Kháng Nhật huyện Sơn Dương tỉnh Tuyên Quang, Việt Nam.
Thác mới được đặt tên và đưa vào khai thác du lịch, theo sự phát triển du lịch hiện nay. Thác trở thành điểm du lịch gần Hà Nội, với thời gian đi đường từ nội thành tới khu du lịch là 1,5 giờ, thuận lợi cho các tour trong 1 ngày.
Đường đến thác thuận lợi nhất là tiếp cận quốc lộ 37 ở phía đông thị trấn Sơn Dương, tới điểm tập kết Ngã ba Đồng Bẻo xã Hợp Thành. Phía đông Ngã ba cỡ 1,7 km là Đèo Khế ở vùng giáp ranh Tuyên Quang với Thái Nguyên.
Từ Ngã ba Đồng Bẻo 21°41′16″B 105°28′30″Đ / 21,687655°B 105,47505°Đ đi hướng nam theo đường liên xã gần dọc theo suối Tư Trầm, cỡ 6 km đến thác.
Ngoài ra có thể tiếp cận thác theo đường liên xã từ trung tâm hành chính xã Kháng Nhật 21°40′13″B 105°25′44″Đ / 21,670294°B 105,428996°Đ, đi hướng đông cỡ 6 km đến điểm cắt suối Tư Trầm ở cách thác cỡ 1,5 km.